# Les Monts Grantez

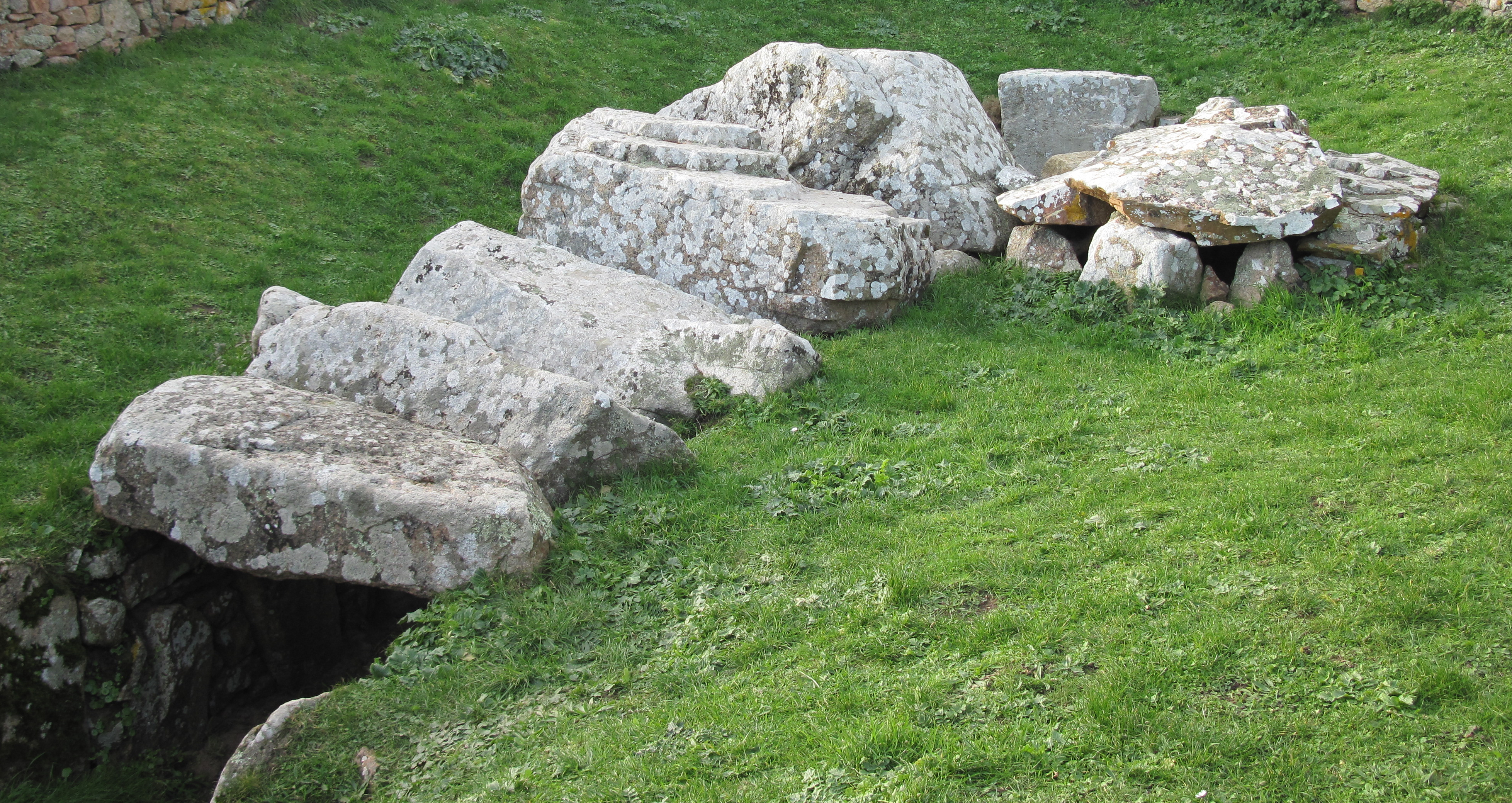
Les Monts Grantez

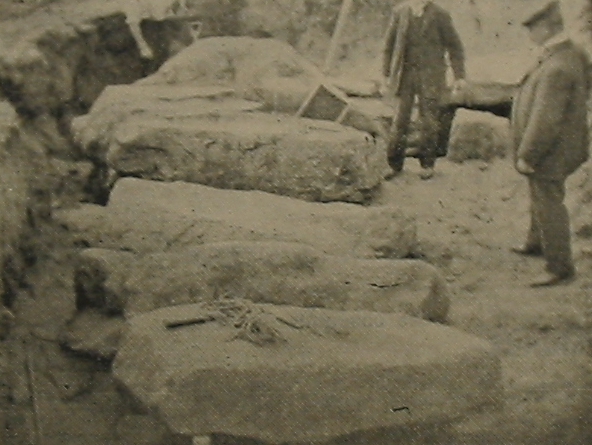
Ausgrabung 1912

Das Passage Tomb Les Monts Grantez besteht aus einem sich aufweitenden gedeckten Gang, der zu einer etwa ovalen Kammer aus großen Granitblöcken führt. Die etwa West-Ost orientierte, ungefähr sieben Meter lange Gesamtanlage besteht aus sechs erhaltenen Deck- und 24 erhaltenen Tragsteinen, zwischen denen in allen Bereichen Abschnitte mit Trockenmauerwerk eingefügt sind. Auf der Nordseite liegt eine kleine Nebenkammer. 
Entdeckt im Jahre 1839 in Le Chemin des Monts im Kirchspiel St. Ouen auf der Kanalinsel Jersey wurde die im Neolithikum (4000–3250 v. Chr.) errichtete Megalithanlage im Jahre 1912 ausgegraben und mit einer Schutzmauer umwallt. 
In der Hauptkammer wurden die Skelette von sechs Erwachsenen und einem Kind gefunden, die in seitlicher Hockestellung mit Mengen bunter Kieselsteine und Muscheln sowie Knochen und Zähnen von Hirsch, Pferd, Rind, Schaf und Schwein vergesellschaftet waren. Ein weiteres Skelett in sitzender Position, von Steinen gestützt, wurde im Gang gefunden und die verstreuten Reste eines neunten Individuums wurden in der Seitenkammer entdeckt. Drei rundbodige Schüsseln, zerbrochene Vasensockel, ein tönerner Spinnwirtel, Hämmer, ein Feuersteinmeißel und eine Specksteinperle wurden ebenfalls gefunden.